# Oslo Konserthus

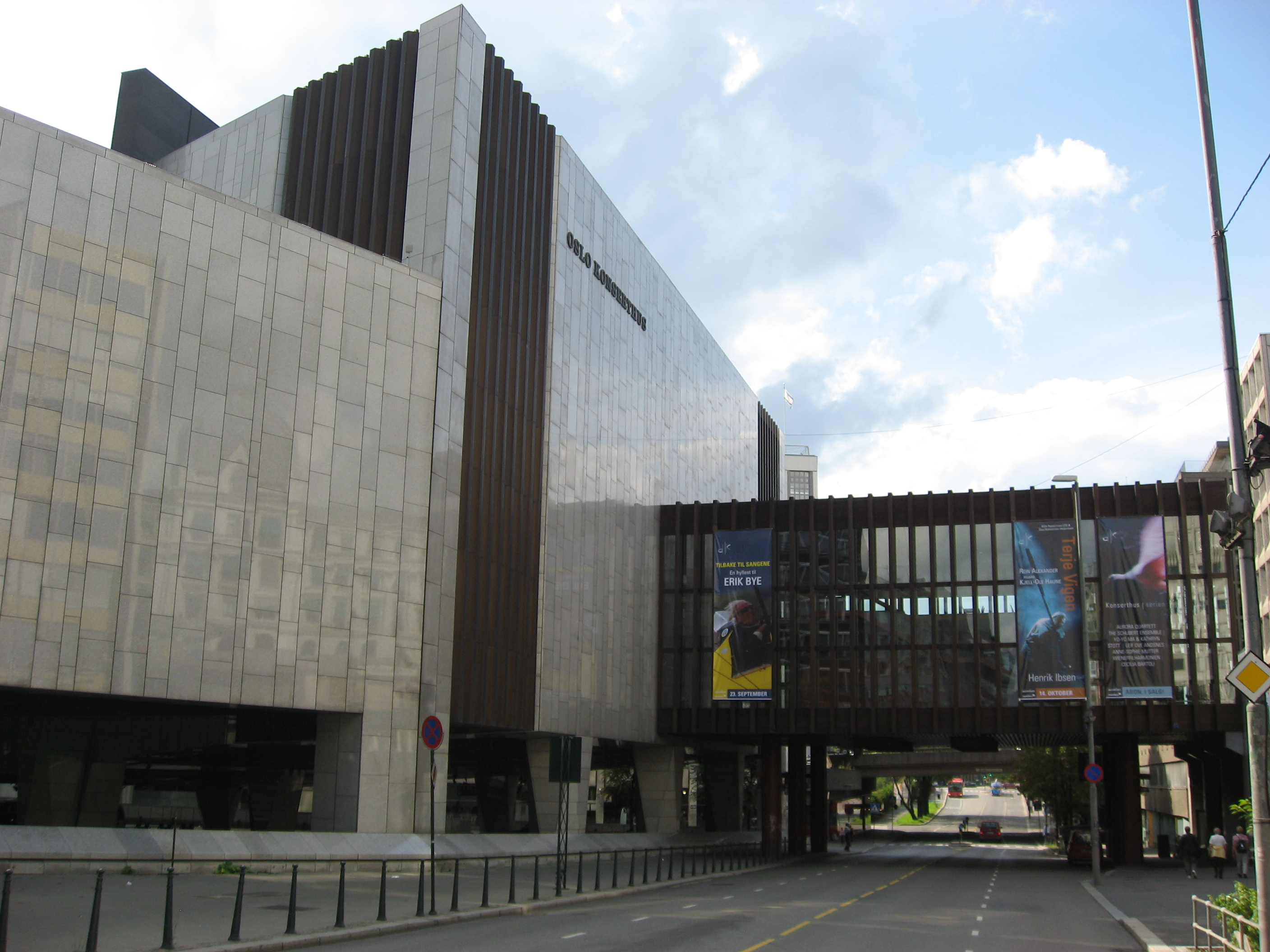
Oslo Konserthus

O Oslo Konserthus é uma sala de concertos localizada em Oslo, Noruega. É a residência da Orquestra Filarmônica de Oslo, mas também é palco de muitas apresentações musicais e artísticas. O salão apresenta mais de trezentos eventos anualmente recebendo mais de duzentos mil visitantes anualmente. O hall foi inaugurado dia 22 de março de 1977, e em setembro do mesmo ano recebeu um órgão com 7.000 tubos, sendo o maior órgão da Noruega.
O edifício contém dois salões de concertos, salas de ensaios, sala de imprensa, grandes bares, camarins e camarote. O maior salão tem capacidade para 1600 pessoas, e o menor para 266 pessoas.